# طوني لويد
طوني لويد (بالإنجليزية: Tony Lloyd) هو سياسي بريطاني، ولد في 25 فبراير 1950 في سترتفورد في المملكة المتحدة. حزبياً، نشط في حزب العمال.

## مناصب
- في الانتخابات العمومية للمملكة المتحدة 1983 [الإنجليزية]‏، انتخب عضو البرلمان التاسع والأربعون للمملكة المتحدة عن دائرة سترتفورد [الإنجليزية]‏ خلال فترته النيابية ‏ (9 يونيو 1983 – 18 مايو 1987).
- في الانتخابات العمومية للمملكة المتحدة 1987 [الإنجليزية]‏، انتخب عضو البرلمان الخمسون للمملكة المتحدة عن دائرة سترتفورد [الإنجليزية]‏ خلال فترته النيابية ‏ (11 يونيو 1987 – 16 مارس 1992).
- في الانتخابات العامة في المملكة المتحدة 1992 [الإنجليزية]‏، انتخب عضو البرلمان الحادي والخمسون للمملكة المتحدة عن دائرة سترتفورد [الإنجليزية]‏ خلال فترته النيابية ‏ (9 أبريل 1992 – 8 أبريل 1997).
- انتخب وزير الدولة للشؤون الخارجية  [لغات أخرى]‏ (5 مايو 1997 – 28 يوليو 1999).
- في الانتخابات العامة في المملكة المتحدة 1997 [الإنجليزية]‏، انتخب عضو البرلمان الثاني والخمسون للمملكة المتحدة عن دائرة مانتشستر الوسطى وقد انضم خلال فترته النيابية ‏ (1 مايو 1997 – 14 مايو 2001) للكتلة البرلمانية حزب العمال.
- في الانتخابات العامة في المملكة المتحدة 2001، انتخب عضو برلمان المملكة المتحدة الـ53 عن دائرة مانتشستر الوسطى وقد انضم خلال فترته النيابية ‏ (7 يونيو 2001 – 11 أبريل 2005) للكتلة البرلمانية حزب العمال.
- في الانتخابات العامة في المملكة المتحدة 2005، انتخب عضو برلمان المملكة المتحدة الـ54 عن دائرة مانتشستر الوسطى وقد انضم خلال فترته النيابية ‏ (5 مايو 2005 – 12 أبريل 2010) للكتلة البرلمانية حزب العمال.
- في انتخابات المملكة المتحدة لعام 2010، انتخب عضو برلمان المملكة المتحدة الـ55 عن دائرة مانتشستر الوسطى وقد انضم خلال فترته النيابية ‏ (6 مايو 2010 – 22 أكتوبر 2012) للكتلة البرلمانية حزب العمال.
- في الانتخابات التشريعية البريطانية 2017، انتخب عضو برلمان المملكة المتحدة الـ57 عن دائرة روتشديل وقد انضم خلال فترته النيابية ‏ (8 يونيو 2017 – ) للكتلة البرلمانية حزب العمال.
- انتخب رئيس حزب العمل البرلماني ‏.
- انتخب مفوض الشرطة في مانشستر الكبرى [الإنجليزية]‏ (15 نوفمبر 2012 – 8 مايو 2017).
- انتخب عمدة مانشستر الكبرى [الإنجليزية]‏ (29 مايو 2015 – 8 مايو 2017).